# Lolo (rijeka)
Lolo (fra. Rivière Lolo) je rijeka u Gabonu, pritok rijeke Ogooué.
Izvire u planinama Chaillu. Zatim prima vodu svoje glavnog pritoka Bouenguidi pokraj Koulamoutoua, u provinciji Ogooué-Lolo.